# Kallippos (Gemmenschneider)
Kallippos (griechisch Κάλλιππος) war ein antiker griechischer Gemmenschneider, der im 4. Jahrhundert v. Chr. tätig war.
Kallippos ist nur aufgrund einer linksläufigen Signatur auf einem Karneol-Intaglio im Museum of Fine Arts in Boston bekannt, der Eros mit Speer und Schild zeigt. 
Die Signatur lautet:
Marie-Louise Vollenweider wollte ihm aus stilistischen Gründen auch einen gravierten Goldring im Musée d’art et d’histoire in Genf mit Darstellung der Artemis zuweisen. Der Steinschneider wurde von Vollenweider auch mit dem tarentinischen Münzstempelschneider Kal[…] in Verbindung gebracht, was jedoch aufgrund der großen stilistischen Unterschiede von Rainer Vollkommer abgelehnt wurde.

## Einzelbelege
1. ↑  Inventarnummer 27.761; Eintrag im Online-Katalog des Museum of Fine Arts, Boston. (Irrtümlich „Kallipos“, vgl. Foto.)
2. ↑  Inventarnummer 19788.
3. ↑  Rainer Vollkommer: Kallipos. In: ders. (Herausgeber): Künstlerlexikon der Antike. Über 3800 Künstler aus drei Jahrtausenden. Nikol, Hamburg 2007, ISBN 978-3-937872-53-7, S. 396.

| Personendaten    | Personendaten                                      |
| ---------------- | -------------------------------------------------- |
| NAME             | Kallippos                                          |
| ALTERNATIVNAMEN  | Κάλλιππος (altgriechisch)                          |
| KURZBESCHREIBUNG | antiker griechischer Gemmenschneider               |
| GEBURTSDATUM     | 5. Jahrhundert v. Chr. oder 4. Jahrhundert v. Chr. |
| STERBEDATUM      | 4. Jahrhundert v. Chr. oder 3. Jahrhundert v. Chr. |